# Westerhoeven
Westerhoeven est un village situé dans la commune néerlandaise de Twenterand, dans la province d'Overijssel. Le 1er janvier 2006, le village comptait 160 habitants.